# Tamana (Isole Gilbert)
Tamana è un'isola corallina appartenente all'arcipelago delle Isole Gilbert, situato nella Repubblica di Kiribati.
Ha una superficie di 4,73 km², essendo la più piccola delle Isole Gilbert e una popolazione al censimento del 2015 di 1 104 abitanti.